# Battaglia della Vistola
La battaglia della Vistola, conosciuta anche come battaglia di Varsavia, fu uno scontro combattuto tra le forze tedesche e austro-ungariche contro quelle dell'Impero russo sul Fronte orientale durante la prima guerra mondiale. La battaglia, iniziata con un'offensiva tedesca in direzione della Vistola, si concluse dopo oltre un mese di aspri combattimenti con la vittoria dei russi che, con l'intervento di forti riserve, aggirarono i fianchi delle forze tedesche e austro-ungariche costringendole ad un ripiegamento generale.

## Antefatti
Quando l'esercito austro-ungarico era stato messo in rotta durante la battaglia di Galizia, l'area industriale della Slesia superiore, rimasta indifesa, fu minacciata da una possibile ulteriore offensiva russa, diretta verso il cuore della Germania. Per contrastare i preparativi russi e per dare un po' di supporto alle armate austro-ungariche, gravemente indebolite, Erich von Falkenhayn, il comandante del Deutsches Heer, ordinò al grosso della 8. Armee di spostarsi verso l'area di Cracovia per condurre un'offensiva contro il centro dello schieramento russo, posizionato intorno a Varsavia. La 9. Armee, appena creata e comandata dal generale Paul von Hindenburg, era formata dal XI., dal XX. e dal XVII Armeekorps, da un Gardekorps, dal Kavalleriekorps "Frommel" e dal Landwehr Armeekorps "Woyrsh", che era un'unità mista formata da una divisione territoriale, proveniente dalla Slesia, e dalla 8. Sachsen Kavallerie-Division. Nei primi giorni di ottobre, l'armata fu rafforzata con l'aggiunta della 35. Reserve-Division, proveniente dalla Prussia orientale. A questo punto, Hindenburg aveva a disposizione 12 divisioni di fanteria ed una di cavalleria. La battaglia iniziò il 28 settembre e il 30 dello stesso mese alla 9. Armee si unì la 1ª Armata austro-ungarica.

## Gli scontri di Opatów-Klimontów
Per sorvegliare l'attraversamento della 4ª e della 9ª Armata russa sulla Vistola, l'Alto Comando russo dispiegò la 75ª divisione della Riserva (appartenente alla 4ª Armata) a Radom, mentre il gruppo del generale Delsalle, che consisteva nella Brigata fucilieri della Guardia, nella 2ª Brigata fucilieri e nella 80ª divisione della Riserva, fu dispiegato a Opatów-Klimontów. Entrambi i gruppi erano protetti dalle divisioni di cavalleria del corpo d'armata del generale Nowikow. Poiché sospettava la presenza di due o tre corpi d'armata in quell'area, Hindenburg concentrò contro il gruppo di Delsalle l'XI. Armeekorps, il Gardekorps e il 1º corpo d'armata austro-ungarico. Il 3 ottobre, a Klimontów, la 3ª e la 7ª divisione di cavalleria austriaca attaccarono la brigata di cavalleria della Guardia russa, supportate dalla 80ª divisione della Riserva, ma vennero sconfitte e costrette a ritirarsi. A questo punto, Hindenburg non aveva alcuna idea di quanto fossero deboli in realtà le forze di fronte a lui. In risposta alla minaccia austro-tedesca, alle forze russe in quell'area fu ordinato di ritirarsi per proprio conto. Mentre la cavalleria di Nowikow obbedì agli ordini, quella del generale Delsalle no, confidando che sarebbe stato capace di mantenere la posizione.
Il giorno dopo, il suo gruppo fu distrutto dalle forze nemiche, nettamente superiori. Gli Imperi centrali catturarono 7 000 prigionieri: solo poche unità russe riuscirono a fuggire. Le forze tedesche persero solamente 571 uomini, mentre le perdite austriache sono sconosciute.

## La battaglia
Hindenburg raggiunse la Vistola il 9 ottobre e si trovava a soli 19 km da Varsavia; in quel punto l'offensiva tedesca iniziò a vacillare. Il generale Nikolaj Ruzskij, comandante del Fronte russo nordoccidentale, inviò significative quantità di truppe di rinforzo contro la 9. Armee. A questo punto Hindenburg apprese da un prigioniero che i Russi avevano pianificato un'offensiva in Slesia. Egli, però, continuò a premere nell'offensiva contro Varsavia. I Tedeschi avevano poca familiarità con il terreno ed erano impossibilitati ad inviare rinforzi alla 9. Armee, permettendo così a Ruzsky di concentrare le sue truppe contro Hindenburg. Il 17 ottobre, Hindenburg ordinò la ritirata ed il 31 la battaglia terminò.

## Esito
Il 1º novembre, la 9. Armee si trovava nella stessa posizione di partenza, con la perdita di 21 350 soldati. La 1ª Armata austro-ungarica aveva perso circa 50 000 uomini. I Russi contarono 15 000 morti e 50 000 feriti. Questa battaglia fu il primo di numerosi tentativi da parte dei Tedeschi di catturare Varsavia. Dopo la battaglia, il generaloberst Hindenburg fu nominato comandante dell'intero Fronte orientale. La 9. Armee fu presa in consegna dal generale August von Mackensen, che originariamente era stato comandante del XVII. Armeekorps. Dieci giorni dopo, Hindenburg intraprese un altro tentativo di catturare Varsavia, che culminò nella battaglia di Łódz. Nell'autunno del 1914 la superiorità numerica permise ai Russi di occupare una posizione di vantaggio rispetto alle forze degli Imperi centrali.